# Herbert Kessler (Eishockeyspieler)
Herbert Kessler (* 28. Dezember 1912 in Rossa; † 16. Juni 1966 in Davos) war ein Schweizer Eishockeyspieler. Sein Bruder Charles Kessler war ebenfalls Schweizer Eishockey-Nationalspieler.

## Karriere
Herbert Kessler nahm für die Schweizer Eishockeynationalmannschaft an den Olympischen Winterspielen 1936 in Garmisch-Partenkirchen teil. Auf Vereinsebene spielte er hauptsächlich für den Zürcher SC und kurzzeitig beim Bern HC.
Ausserdem stand er bei den Weltmeisterschaften 1934 (als Ersatzspieler ohne Einsatz), 1935, 1937, 1938 und 1939 für die Eidgenossen im Einsatz. Dabei gewann er 1935 die Silber- sowie 1937 und 1939 die Bronzemedaille. Zudem gewann er die Goldmedaille der Europameisterschaftswertung 1935 und 1939 sowie die Silbermedaille 1934 und 1937.
Nach seinem Karriereende betätigte er sich als Eishockeyschiedsrichter und war Betreuer der Schweizer Nationalmannschaft. Im Privatleben arbeitete er in einer Bank und zog später aus gesundheitlichen Gründen nach Davos, wo er eine Pension betrieb.

## Statistik
(Legende zur Spielerstatistik: Sp oder GP = absolvierte Spiele; T oder G = erzielte Tore; V oder A = erzielte Assists; Pkt oder Pts = erzielte Scorerpunkte; SM oder PIM = erhaltene Strafminuten; +/− = Plus/Minus-Bilanz; PP = erzielte Überzahltore; SH = erzielte Unterzahltore; GW = erzielte Siegtore; 1 Play-downs/Relegation; Kursiv: Statistik nicht vollständig)